# 1 000 kilomètres de Monza 1988
Navigation
Édition précédente Édition suivante
Les 1 000 kilomètres de Monza 1988, disputées le 10 avril 1988 sur le Circuit de Monza ont été la troisième manche du Championnat du monde des voitures de sport 1988.

## La course

### Classement de la course
Voici le classement officiel au terme de la course,,,.
- Les premiers de chaque catégorie du championnat du monde sont signalés par un fond jaune.
- Pour la colonne Pneus, il faut passer le curseur au-dessus du modèle pour connaître le manufacturier de pneumatiques.
- Les voitures ne réussissant pas à parcourir 75% de la distance du gagnant sont non classées (NC).

| Pos  | Classe | no  | Écurie                           | Pilotes                                            | Châssis                            | Pneus | Tours | Temps                                      |
| Pos  | Classe | no  | Écurie                           | Pilotes                                            | Moteur                             | Pneus | Tours | Temps                                      |
| ---- | ------ | --- | -------------------------------- | -------------------------------------------------- | ---------------------------------- | ----- | ----- | ------------------------------------------ |
| 1    | C1     | 1   | Silk Cut Jaguar                  | Martin Brundle Eddie Cheever                       | Jaguar XJR-9                       | D     | 173   | 4 h 52 min 13 s 520                        |
| 1    | C1     | 1   | Silk Cut Jaguar                  | Martin Brundle Eddie Cheever                       | Jaguar 7.0L V12 Atmo               | D     | 173   | 4 h 52 min 13 s 520                        |
| 2    | C1     | 61  | Team Sauber Mercedes             | Jean-Louis Schlesser Mauro Baldi Jochen Mass       | Sauber C9                          | M     | 172   | + 1 tour                                   |
| 2    | C1     | 61  | Team Sauber Mercedes             | Jean-Louis Schlesser Mauro Baldi Jochen Mass       | Mercedes-Benz M117 5.0L V8 Turbo   | M     | 172   | + 1 tour                                   |
| 3    | C1     | 6   | Brun Motorsport                  | Oscar Larrauri Massimo Sigala                      | Porsche 962C                       | M     | 171   | + 2 tours                                  |
| 3    | C1     | 6   | Brun Motorsport                  | Oscar Larrauri Massimo Sigala                      | Porsche Type-935 3.0L Flat-6 Turbo | M     | 171   | + 2 tours                                  |
| 4    | C1     | 8   | Joest Racing                     | Frank Jelinski "John Winter"                       | Porsche 962C                       | G     | 168   | + 5 tours                                  |
| 4    | C1     | 8   | Joest Racing                     | Frank Jelinski "John Winter"                       | Porsche Type-935 3.0L Flat-6 Turbo | G     | 168   | + 5 tours                                  |
| 5    | C1     | 7   | Joest Racing                     | Klaus Ludwig Bob Wollek                            | Porsche 962C                       | G     | 164   | + 9 tours                                  |
| 5    | C1     | 7   | Joest Racing                     | Klaus Ludwig Bob Wollek                            | Porsche Type-935 3.0L Flat-6 Turbo | G     | 164   | + 9 tours                                  |
| 6    | C1     | 10  | Porsche Kremer Racing            | Volker Weidler Bruno Giacomelli                    | Porsche 962C                       | Y     | 164   | + 9 tours                                  |
| 6    | C1     | 10  | Porsche Kremer Racing            | Volker Weidler Bruno Giacomelli                    | Porsche Type-935 3.0L Flat-6 Turbo | Y     | 164   | + 9 tours                                  |
| 7    | C1     | 13  | Primagaz Competition             | Pierre-Henri Raphanel Roberto Ravaglia             | Cougar C20B                        | M     | 162   | + 11 tours                                 |
| 7    | C1     | 13  | Primagaz Competition             | Pierre-Henri Raphanel Roberto Ravaglia             | Porsche Type-935 3.0L Flat-6 Turbo | M     | 162   | + 11 tours                                 |
| 8    | C2     | 111 | Spice Engineering                | Ray Bellm Gordon Spice                             | Spice SE88C                        | G     | 158   | + 15 tours                                 |
| 8    | C2     | 111 | Spice Engineering                | Ray Bellm Gordon Spice                             | Ford Cosworth DFL 3.3L V8 Atmo     | G     | 158   | + 15 tours                                 |
| 9    | C1     | 40  | Swiss Team Salamin               | Antoine Salamin Dudley Wood                        | Porsche 962C                       | G     | 157   | + 16 tours                                 |
| 9    | C1     | 40  | Swiss Team Salamin               | Antoine Salamin Dudley Wood                        | Porsche Type-935 3.0L Flat-6 Turbo | G     | 157   | + 16 tours                                 |
| 10   | C2     | 103 | Spice Engineering                | Almo Coppelli Thorkild Thyrring                    | Spice SE88C                        | G     | 157   | + 16 tours                                 |
| 10   | C2     | 103 | Spice Engineering                | Almo Coppelli Thorkild Thyrring                    | Ford Cosworth DFL 3.3L V8 Atmo     | G     | 157   | + 16 tours                                 |
| 11   | C2     | 107 | Chamberlain Engineering          | Claude Ballot-Léna Jean-Louis Ricci                | Spice SE88C                        | A     | 143   | + 30 tours                                 |
| 11   | C2     | 107 | Chamberlain Engineering          | Claude Ballot-Léna Jean-Louis Ricci                | Ford Cosworth DFL 3.3L V8 Atmo     | A     | 143   | + 30 tours                                 |
| Abd. | C2     | 117 | Team Lucky Strike Schanche       | Martin Schanche Will Hoy                           | Argo JM19C                         | G     | 153   | Panne sèche                                |
| Abd. | C2     | 117 | Team Lucky Strike Schanche       | Martin Schanche Will Hoy                           | Ford Cosworth DFL 3.3L V8 Atmo     | G     | 153   | Panne sèche                                |
| Abd. | C1     | 5   | Brun Motorsport                  | Manuel Reuter Jesús Pareja                         | Porsche 962C                       | M     | 143   | Accident                                   |
| Abd. | C1     | 5   | Brun Motorsport                  | Manuel Reuter Jesús Pareja                         | Porsche Type-935 3.0L Flat-6 Turbo | M     | 143   | Accident                                   |
| Abd. | C1     | 2   | Silk Cut Jaguar                  | Jan Lammers Johnny Dumfries                        | Jaguar XJR-9                       | D     | 114   | Tête à queue                               |
| Abd. | C1     | 2   | Silk Cut Jaguar                  | Jan Lammers Johnny Dumfries                        | Jaguar 7.0L V12 Atmo               | D     | 114   | Tête à queue                               |
| Abd. | C1     | 4   | Brun Motorsport                  | Walter Brun Uwe Schäfer                            | Porsche 962C                       | M     | 114   | Boite de vitesses                          |
| Abd. | C1     | 4   | Brun Motorsport                  | Walter Brun Uwe Schäfer                            | Porsche Type-935 3.0L Flat-6 Turbo | M     | 114   | Boite de vitesses                          |
| Abd. | C2     | 177 | Automobiles Louis Descartes      | Dominique Lacaud Jacques Heuclin Gérard Tremblay   | ALD C2                             | A     | 63    | Moteur                                     |
| Abd. | C2     | 177 | Automobiles Louis Descartes      | Dominique Lacaud Jacques Heuclin Gérard Tremblay   | BMW M80 3.5L I6 Atmo               | A     | 63    | Moteur                                     |
| Abd. | C2     | 151 | Pierre-Alain Lombardi            | Pierre-Alain Lombardi Silvio Vaglio Rolando Vaglio | Rondeau M379C                      | A     | 53    | Pompe à essence                            |
| Abd. | C2     | 151 | Pierre-Alain Lombardi            | Pierre-Alain Lombardi Silvio Vaglio Rolando Vaglio | Ford Cosworth DFL 3.3L V8 Atmo     | A     | 53    | Pompe à essence                            |
| Abd. | C2     | 127 | Chamberlain Engineering          | Graham Duxbury (de) Nick Adams                     | Spice SE86C                        | A     | 38    | Problèmes électriques                      |
| Abd. | C2     | 127 | Chamberlain Engineering          | Graham Duxbury (de) Nick Adams                     | Hart 418T 1.8L I4 Turbo            | A     | 38    | Problèmes électriques                      |
| Abd. | C2     | 191 | PC Automotive                    | Richard Piper Martin Birrane (en) Olindo Iacobelli | Argo JM19C                         | G     | 24    | Réservoir d'essence                        |
| Abd. | C2     | 191 | PC Automotive                    | Richard Piper Martin Birrane (en) Olindo Iacobelli | Ford Cosworth DFL 3.3L V8 Atmo     | G     | 24    | Réservoir d'essence                        |
| Abd. | C2     | 109 | Kelmar Racing                    | Ranieri Randaccio Vito Veninata Pasquale Barberio  | Tiga GC85 (en)                     | A     | 23    | Démarreur                                  |
| Abd. | C2     | 109 | Kelmar Racing                    | Ranieri Randaccio Vito Veninata Pasquale Barberio  | Ford Cosworth DFL 3.3L V8 Atmo     | A     | 23    | Démarreur                                  |
| Abd. | C2     | 123 | Charles Ivey Racing              | Wayne Taylor Tim Harvey (en)                       | Tiga GC287                         | D     | 17    | Tête à queue                               |
| Abd. | C2     | 123 | Charles Ivey Racing              | Wayne Taylor Tim Harvey (en)                       | Porsche Type-935 2.8L Flat-6 Turbo | D     | 17    | Tête à queue                               |
| Abd. | C1     | 24  | Mussato Action Car Dollop Racing | Andrea De Cesaris Christian Danner                 | Lancia LC2                         | D     | 11    | Turbo                                      |
| Abd. | C1     | 24  | Mussato Action Car Dollop Racing | Andrea De Cesaris Christian Danner                 | Ferrari 308C 3.0L V8 Turbo         | D     | 11    | Turbo                                      |
| Abd. | C2     | 101 | Dollop Racing                    | Nicola Marozzo (en) Jean-Pierre Frey               | Argo JM19B                         | G     | 9     | Moteur                                     |
| Abd. | C2     | 101 | Dollop Racing                    | Nicola Marozzo (en) Jean-Pierre Frey               | Ford Cosworth DFL 3.3L V8 Atmo     | G     | 9     | Moteur                                     |
| Abd. | C2     | 121 | Cosmik GP Motorsport             | Philippe de Henning Costas Los                     | Spice SE87C                        | G     | 6     | Culasse                                    |
| Abd. | C2     | 121 | Cosmik GP Motorsport             | Philippe de Henning Costas Los                     | Ford Cosworth DFL 3.3L V8 Atmo     | G     | 6     | Culasse                                    |
| Abd. | C2     | 172 | Automobiles Louis Descartes      | Max Cohen-Olivar Pierre Yver                       | ALD C2                             | A     | 6     | Ptression d'essence                        |
| Abd. | C2     | 172 | Automobiles Louis Descartes      | Max Cohen-Olivar Pierre Yver                       | BMW M80 3.5L I6 Atmo               | A     | 6     | Ptression d'essence                        |
| Abd. | C2     | 160 | Gebhardt Motorsport              | Hellmut Mundas Günther Gebhardt (de) Rudi Seher    | Gebhardt JC873                     | ?     | 2     | Moteur                                     |
| Abd. | C2     | 160 | Gebhardt Motorsport              | Hellmut Mundas Günther Gebhardt (de) Rudi Seher    | Audi 1.9L I5 Turbo                 | ?     | 2     | Moteur                                     |
| Np.  | C1     | 42  | Noël del Bello Racing            | Jacques Guillot Roland Biancone Bernard Santal     | Sauber C8                          | G     | -     | Moteur                                     |
| Np.  | C1     | 42  | Noël del Bello Racing            | Jacques Guillot Roland Biancone Bernard Santal     | Mercedes-Benz M117 5.0L V8 Turbo   | G     | -     | Moteur                                     |
| Np.  | C2     | 181 | Techno Racing                    | Giovanni Lavaggi Luigi Taverna                     | Olmas GLT-200                      | A     | -     | Pression d'essence et problèmes électrique |
| Np.  | C2     | 181 | Techno Racing                    | Giovanni Lavaggi Luigi Taverna                     | Ford Cosworth DFL 3.3L V8 Atmo     | A     | -     | Pression d'essence et problèmes électrique |

## Pole position et record du tour
- Pole position :  Jean-Louis Schlesser (#61 Team Sauber Mercedes) en 1 min 31 s 690
- Meilleur tour en course :  Jean-Louis Schlesser (#61 Team Sauber Mercedes) en 1 min 35 s 750

## À noter
- Longueur du circuit : 5,800 km
- Distance parcourue par les vainqueurs : 1 003,400 km